# Nariyuki Masuda
Nariyuki Masuda (Japans: 増田 成幸, Nariyuki Masuda) (Sendai, 23 oktober 1983) is een Japans wielrenner.

## Carrière
In 2013 stond Masuda onder contract bij Cannondale. Zijn debuut voor die ploeg maakte hij in de Ronde van San Luis. Datzelfde jaar werd hij achter Yukiya Arashiro en Miyataka Shimizu derde op het nationale wegkampioenschap.
In 2014 behaalde Masuda zijn eerste UCI-overwinning door de Ronde van Okinawa op zijn naam te schrijven. Een jaar later werd hij tweede in de strijd om de nationale tijdrittitel en wederom derde in de wegrit.
In 2016 eindigde Masuda net naast het podium op het Aziatisch kampioenschap tijdrijden; hij werd vierde op veertien seconden van winnaar King Lok Cheung. In september won Masuda de tweede etappe van de Ronde van Hokkaido. Hierdoor nam hij de leiderstrui over van Jon Aberasturi, die eerder op de dag de proloog had gewonnen. Deze leiderstrui wist hij in de laatste twee etappes met succes te verdedigen, waardoor hij het eindklassement op zijn naam mocht schrijven. In november won hij voor de tweede maal de Ronde van Okinawa.
In 2019 werd Masuda Japans kampioen tijdrijden. Hij bleef met een kleine voorsprong zijn teamgenoot Atsushi Oka (11 seconden) en Fumiyuki Beppu van Trek-Segafredo (13 seconden) voor.

## Overwinningen
2014
Ronde van Okinawa
2016
2e etappe Ronde van Hokkaido
Eind- en bergklassement Ronde van Hokkaido
Ronde van Okinawa
2019
 NK tijdrijden, Elite
Ronde van Okinawa
2021
1e etappe Ronde van Japan
Eind- en bergklassement Ronde van Japan

## Ploegen
- 2006 –  Miyata-Subaru
- 2007 –  Team Miyata
- 2008 –  Meitan Hompo-GDR
- 2009 –  EQA-Meitan Hompo-Graphite Design
- 2010 –  Team Nippo
- 2011 –  Utsunomiya Blitzen
- 2012 –  Utsunomiya Blitzen
- 2013 –  Cannondale Pro Cycling
- 2014 –  Utsunomiya Blitzen
- 2015 –  Utsunomiya Blitzen
- 2016 –  Utsunomiya Blitzen
- 2017 –  Utsunomiya Blitzen
- 2018 –  Utsunomiya Blitzen
- 2019 –  Utsunomiya Blitzen
- 2020 –  Utsunomiya Blitzen
- 2021 –  Utsunomiya Blitzen
- 2022 –  Utsunomiya Blitzen
- 2023 –  JCL Team UKYO
- 2024 –  JCL Team UKYO
- 2025 –  Team UKYO[a]

Agostini · Basso · Bodnar · Boivin · Canuti · Caruso ·  Da Dalto · Dall'Antonia · De Marchi · Haedo · King · Koch · Koren · Krizek · Longo Borghini · Marangoni · Masuda · Moser · Paterski · Ratto · Sabatini · J. Sagan · P. Sagan · Salerno · Sarmiento · Vandborg · Viviani · Wurf · Martinello (stagiair) · Villella (stagiair)
Abe · Amezawa · Iino · Masuda · Mawatari · Oka · Onodera · R. Suzuki · Y. Suzuki